# Jack Green (athlétisme)
Pour les articles homonymes, voir Jack Green.
Jack Green (né le 6 octobre 1991 à Maidstone) est un athlète britannique spécialiste du 400 mètres haies.

## Carrière
En juillet 2011, Jack Green descend pour la première fois de sa carrière sous les 49 secondes au 400 m haies en réalisant 48 s 98 lors du meeting de Birmingham. Peu après, il remporte les Championnats d'Europe espoirs d'Ostrava en 49 s 13, devant son compatriote Nathan Woodward et le Serbe Emir Bekric.
Après les Jeux olympiques de 2012, dont il atteint la demi-finale du 400 m haies et termine 4e en finale du relais 4 x 400 m, Green a souffert d'une longue dépression qu'il admet en 2014 (à l'image de l'Américaine Brigetta Barrett, qui en est sortie en 2016) et qu'il était prêt à mettre un terme à sa carrière avant d'être qualifié pour les Jeux olympiques de 2016. Aux Jeux de Rio, il atteint les demi-finales du 400 m haies.
Demi-finaliste aux championnats du monde 2017 et 4e aux Jeux du Commonwealth 2018, il met un terme à sa carrière sportive le 3 novembre 2019, à 28 ans.

## Palmarès
| Date | Compétition                       | Lieu             | Résultat | Épreuve     | Temps         |
| ---- | --------------------------------- | ---------------- | -------- | ----------- | ------------- |
| 2010 | Championnats du monde juniors     | Moncton          | 5e       | 400 m haies | 50 s 49       |
| 2010 | Championnats du monde juniors     | Moncton          | 3e       | 4 × 400 m   | 3 min 06 s 49 |
| 2011 | Championnats d'Europe espoirs     | Ostrava          | 1er      | 400 m haies | 49 s 13       |
| 2012 | Jeux olympiques                   | Londres          | 4e       | 4 × 400 m   | 2 min 59 s 53 |
| 2015 | Relais mondiaux de l'IAAF         | Nassau           | 6e       | 4 × 400 m   | 3 min 01 s 51 |
| 2016 | Championnats d'Europe             | Amsterdam        | finale   | 400 m haies | DNF           |
| 2016 | Championnats d'Europe             | Amsterdam        | 3e       | 4 × 400 m   | 3 min 01 s 44 |
| 2017 | Championnats d'Europe par équipes | Lille            | 1er      | 400 m haies | 49 s 47       |
| 2017 | Championnats du monde             | Londres          | 3e       | 4 x 400 m   | séries        |
| 2017 | Ligue de diamant                  | Ligue de diamant | 6e       | 400 m haies | 49 s 41       |
| 2018 | Jeux du Commonwealth              | Gold Coast       | 4e       | 400 m haies | 49 s 18       |

## Records
| Épreuve     | Performance | Lieu    | Date            |
| ----------- | ----------- | ------- | --------------- |
| 400 m haies | 48 s 60     | Londres | 13 juillet 2012 |